# Карпов Валерій Вікторович
Валер́ій Ві́кторович Ка́рпов (народися 1984) - український спортсмен і тренер (пауерліфтинг). Майстер спорту міжнародного класу (2008), Заслужений майстер спорту (2009), Заслужений тренер України (2009).

## Біографія
Народився 11 грудня 1984 року у місті Сміла Черкаської області Української РСР.
У 2008 році закінчив Національний університет фізичного виховання і спорту України у Києві.
Виступав за спортивне товариство «Колос» (Черкаси) у ваговій категорії 110 кг. Тренувався у Сергія Гречкосія, Олексія Назаренка та Віктора Налейкіна.
Спортивніх досягнення Валерія Карпова
- срібна нагорода чемпіонату світу 2008 року в Сент-Джонсі (Канада);
- перемоги на чемпіонатах Європи 2008 року у Фрідек-Містеку (Чехія) та 2010 року у Кепінгу (Швеція);
- бронзова нагорода Світових ігор 2009 року у Китаї.

У 2007 році він став чемпіоном світу серед юніорів на змаганнях у Ла-Гарді (Франція).
Після закінчення спортивної кар'єри став тренером. Серед його учнів була колишня дружина Яворська Ірина Йосипівна.
1. ↑   {{cite web}}: Порожнє посилання на джерело (довідка)